# O-I
Pour l'entreprise produisant des emballages en verre, voir Owens-Illinois.
 (février 2014).
Si vous disposez d'ouvrages ou d'articles de référence ou si vous connaissez des sites web de qualité traitant du thème abordé ici, merci de compléter l'article en donnant les références utiles à sa vérifiabilité et en les liant à la section « Notes et références ».
Le char O-I est l'ensemble des prototypes des chars super-lourds japonais. En tant qu'un des premiers modèles de chars "Super Lourds" japonais, il pesait environ 120-130 tonnes, dont 100 tonnes étaient le poids du châssis, la vitesse théorique montait à 25 km/h. Le projet était mené par le colonel Ivakura en collaboration avec la firme "Mitsubissi" dans les années 1936-1945 d'après les demandes de l'État-major de l'Armée impériale. Les données sur la construction complète d'un prototype avec tous les composants n'existent pas, d'après plusieurs sources, une maquette métallique était construite, sans tourelle pour passer les tests, mais à la suite de difficultés (y compris financières) elle fut démontée. Selon les plans, le tank était censé être équipé d'un obusier de 150 mm ou d'un canon de 100 mm. D'autres armements étaient les 3 mitrailleuses "Type 97" de calibre 7.77 et 2 canons de calibre 37 et 47 mm.

## Projet du colonel Ivakura (Type 96)
Tank soviétique

## Projet "Daburu" (Type 100 O-I Daburu)
Une version artillerie lourde avec 2 canons de 20 cm/50 Type 3 jumelés installés en casemate sur caisse du Type 100 O-I était prévu pour une sortie au plus tard à la fin de l'été 1945 pour la défense de l'archipel japonais mais le larguage des 2 bombes atomiques sur Hiroshima et Nagasaki mit un terme au projet.

## Dans la culture de masse
Ce tank apparait dans un jeu MMO  "World of Tanks" en tant qu'une imagination des créateurs réalisée d'après certains plans réels du tank. Le tank est situé dans la partie des tanks japonais et apparait à partir de niveau 5 - la version expérimentale et à partir de niveau 6 pour la version terminée. Il existe également plusieurs d'autres chars, inspirés de cette machine. Dans la version de jeu sur mobile , ce tank n'apparait pas.